# André Hurtevent
André Hurtevent, né le 28 novembre 1906 à Abbeville (Somme) et mort le 21 septembre 1988 à Saint-Valery-sur-Somme (Somme), est un footballeur international français évoluant au poste d'ailier droit, qui s'est ensuite reconverti en entraîneur de football.

## Carrière
André Hurtevent évolue au Sporting Club Abbeville lorsqu'il connaît sa première et unique sélection en équipe de France de football. Il affronte sous le maillot bleu lors d'un match amical le Portugal le 16 mars 1927. Les Portugais s'imposent sur le score de quatre buts à zéro.
Il est ensuite entraîneur du SC Abbeville de 1940 à 1941 et de 1961 à 1964.